# Epidermalni rastni dejavnik
Epidermalni rastni dejavnik ali epidermalni rastni faktor, kraj. EGF (angl. epidermal growth factor) je beljakovina z manjšo molekulsko maso (6 kDa). Sestavlja ga 53 aminokislinskih ostankov, v svoji zgradbi pa ima tudi tri znotrajmolekularne disulfidne vezi.
Izločajo ga makrofagi, žleze slinavke in celice v drugih tkivih. Spodbuja proliferacijo različnih celic, tudi celjenje ran.

## Mehanizem
EGF deluje preko vezave z visoko afiniteto na receptor za epidermalni rastni dejavnik (EGFR) na celični površini. Pri tem se spodbudi z ligandom povzročena dimerizacija receptorja, kar aktivira receptorsko intrinzično protein-tirozin kinazno aktivnost. Aktivirana tirozin kinaza nadalje sproži kaskadno reakcijo celičnega prevajanja signalov, ki povzroči razne biokemične spremembe v celici – porastejo znotrajcelične ravni kalcija, poveča se stopnja glikolize in sinteze beljakovin ter poveča izražanje določenih genov, vključno z genom za EGFR. Naposled pride do sinteze DNK in celične proliferacije.